# Isabella Caroline Campbell, Baronesa Cawdor
Isabella Caroline Campbell, Baronesa Cawdor de Castlemartin (nascida Howard; Cidade de Westminster, 3 de setembro de 1771 – Twickenham, 8 de março de 1848) foi uma aristocrata inglesa. Ela foi baronesa Cawdor como esposa de John Campbell, 1.º Barão Cawdor. É mais conhecida por ter sido pintada, na infância, por Joshua Reynolds.

## Família
Isabella Caroline era a filha primogênita de Frederick Howard, 5.º Conde de Carlisle e de Margaret Caroline Leveson-Gower.
Os seus avós paternos eram Henry Howard, 5.° Conde de Carlisle e Isabella Byron. Os seus avós maternos eram Granville Leveson-Gower, 1.º Marquês de Stafford e sua segunda esposa, Louisa Egerton.
Ela teve nove irmãos mais novos, entre eles: George Howard, 6.º Conde de Carlisle, marido de Georgiana Cavendish; Elizabeth, esposa de John Manners, 5.º Duque de Rutland; William, membro do Parlamento; Frederick, major do regimento de cavalaria 10.º Royal Hussars, que morreu na Batalha de Waterloo; Henry, deão da Catedral de Lichfield, etc.

## Biografia

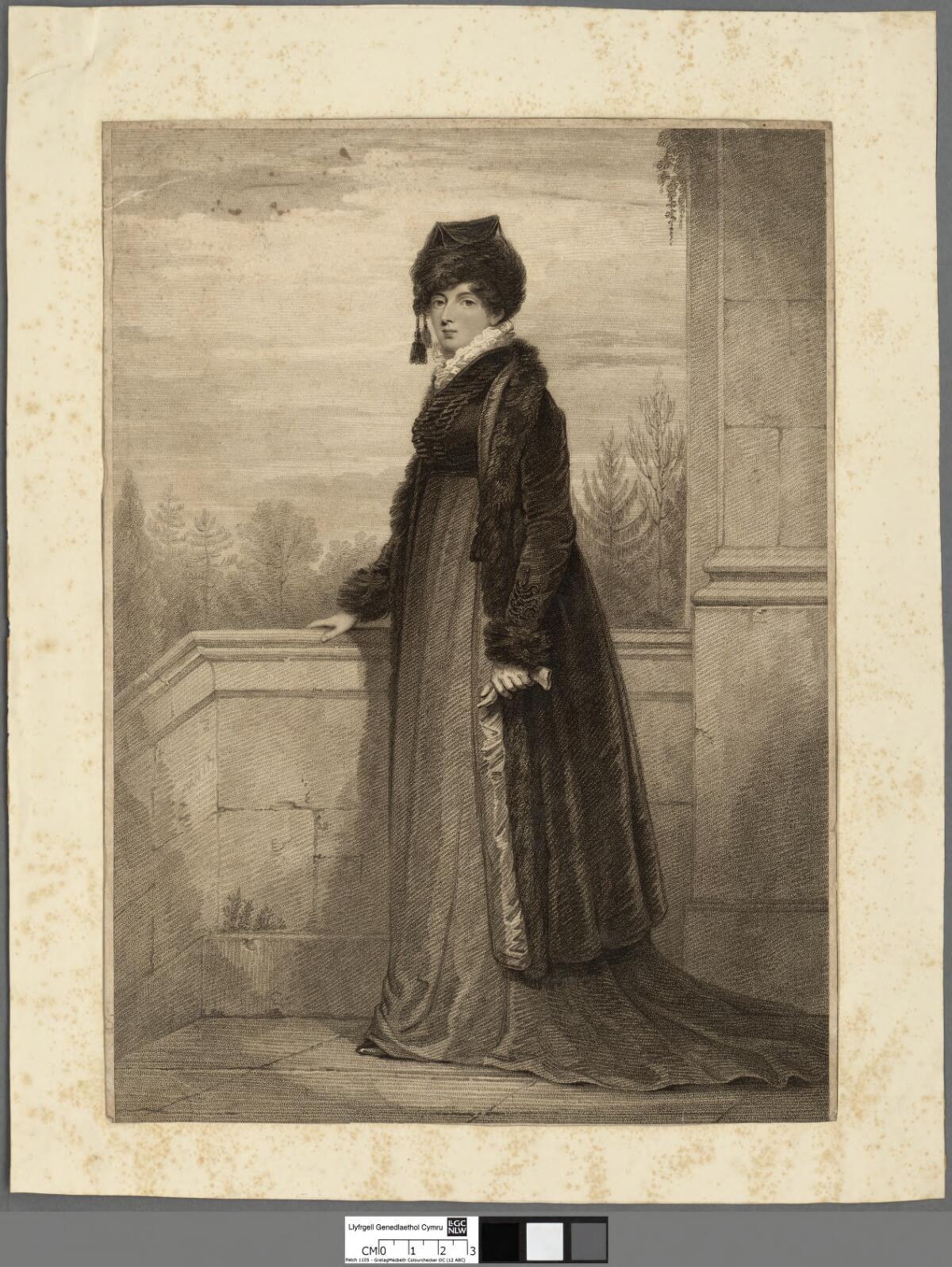
A baronesa por volta de 1800 pintada por artista desconhecido em retrato presente na Biblioteca Nacional do País de Gales.

Segundo o pai dela, o conde de Carlisle, Isabella Caroline era uma criança espirituosa, teimosa e determinada. Ele escreveu que ela sempre foi "uma grande favorita", sugerindo que sua personalidade enérgica tornavam os seus defeitos toleráveis.
No dia 28 de julho de 1789, quando tinha 17 anos, a jovem se casou com John Campbell, que tinha cerca de 36 anos, em Grosvenor Palace. Ele era filho de Pryse Campbell, membro do Parlamento, e de Sarah Bacon.
Em 21 de junho de 1796, foi o criado o título de barão Cawdor de Castlemartin, no condado de Pembroke, para John. Castlemartin é uma vila no País de Gales, em Pembrokeshire. 
O barão faleceu em 1 de junho de 1821, com cerca de 68 anos, deixando a esposa e dois filhos.
A baronesa faleceu em 8 de março de 1848, aos 76 anos, e, no dia 15 de março, foi enterrada no cemitério da Igreja de São Leonardo, no distrito londrino de Streatham.

## Retrato de Joshua Reynolds

Isabella Carolina aos 7 anos, em 1778, pintada por Joshua Reynolds.

Quando tinha apenas sete anos, em 1778, a menina foi tema de uma pintura a óleo por Joshua Reynolds, num retrato encomendado pelo conde. O quadro foi exibido na Academia Real Inglesa, em 1779, e depois foi pendurado em Castle Howard, até ser adquirido pela Galeria Nacional de Arte, em 1937.
A Galeria Nacional de Arte escreve sobre a obra:
"Reynolds capturou um pouco da complexidade da Senhora Caroline na expressão séria e intensa de seu rosto atraente, seu olho desviado, e a tensão insinuada em sua mão esquerda... a pintura é vastamente e de forma fluída executada em camadas grossas e opacas, com vernizes translúcidos ao fundo."
O pintor era o proponente principal da estética conhecida como Grand Manner, e, para tal propósito, as rosas as quais a garota arranca de um vaso podem, talvez, ter o objetivo de sugerir Castidade, Beleza e Amor, os atributos de Vênus e das Graças, na mitologia grega.

## Descendência
- John Frederick Campbell, 1.º Conde Cawdor (8 de novembro de 1790 – 7 de novembro de 1860), sucessor do pai, e graduado em direto. Foi casado com Elizabeth Thynne, com quem teve sete filhos;
- George Pryse Campbell (1793 – 12 de janeiro de 1858), contra-almirante da Marinha Real. Foi casado com Charlotte Elizabeth Gascoyne, mas não teve filhos.